# 芒稃双药芒
芒稃双药芒（学名：Diandranthus aristatus）为禾本科双药芒属下的一个种。

## 扩展阅读
- 維基物種上的相關：芒稃双药芒